# Brăești (Botoșani)
Brăești è un comune della Romania di 2 144 abitanti, ubicato nel distretto di Botoșani, nella regione storica della Moldavia.
Il comune è formato dall'unione di 4 villaggi: Brăești, Poiana, Popeni, Vâlcelele.